# Besouro-pardo
O Besouro-pardo (Bolax flavolineatus) é um inseto coleóptero, da família dos escarabeídeos. De distribuição em regiões do Brasil central e meridional, atacam sobretudo folhas de marmeleiro e da videira. Também são conhecidos pelo nome de besouro-pardo-da-videira.